# Aston Bampton
Aston Bampton var en civil parish från 1932 till 1954 då den blev en del av Aston Bampton and Shifford, i grevskapet Oxfordshire, i England. Civil parish var belägen 17 km från Oxford och hade 622 invånare år 1951.